# Goddard K
Goddard K es la denominación de una serie de cohetes construidos por Robert H. Goddard durante 1935 y 1936 para la realización de una tanda de pruebas de motores. Se construyeron diez bastidores y cohetes para las pruebas, dirigidas a desarrollar motores más potentes. El intervalo medio entre pruebas de los cohetes de la serie K era de ocho días.
El primer lanzamiento de un Goddard K tuvo lugar el 22 de noviembre de 1935, alcanzando una altura de 1,2 km. El último tuvo lugar el 12 de febrero de 1936, con un peso de 282 kg, 11,5 de los cuales correspondían a oxígeno líquido y 6 a gasolina, y  volando durante 4 segundos.

## Especificaciones
- Diámetro del motor: 0,3 m
- Peso del motor: 102 kg
- Longitud: 3 m
- Propelentes: gasolina y oxígeno líquido
- Peso del propelente: entre 22 y 32 kg